# Słucz
Słucz is een dorp in de Poolse woiwodschap Podlachië. De plaats maakt deel uit van de gemeente Radziłów en telt 580 inwoners.